# Галанино (Муромцево)
Галанино — упразднённая в 1986 году деревня Судогодского района Владимирской области России. Вошла в черту посёлка Муромцево, ныне улица Галанино. Сохранился топоним Галанинские ямы (пруд при северо-западном въезде в посёлок).

## География
Находился к северу от сельца Муромцево

## История
В 1906 году открыта земская начальная школа.
В XIX — первой четверти XX века деревня входила в состав Бережковской волости Судогодского уезда, с 1926 года — в составе Судогодской волости Владимирского уезда.
В 1986 году решением № 765 от 31.12.1986 Владимирского облисполкома деревня Галанино и посёлок ж/д станции Судогда объединены с посёлком Муромцево.

## Население
В 1859 году в деревне — 34 двора и 303 жителей, в 1905 году — 69 дворов и 502 жителей, в 1926 году — 145 дворов и 635 жителей.